# Dog Head 218
Dog Head 218 är ett reservat i Kanada.   Det ligger i provinsen Alberta, i den centrala delen av landet, 2 800 km nordväst om huvudstaden Ottawa.
Trakten runt Dog Head 218 består i huvudsak av gräsmarker. Trakten runt Dog Head 218 är nära nog obefolkad, med mindre än två invånare per kvadratkilometer.